# Gaspar Noé
Gaspar Noé (spaniolă: [gasˈpaɾ noˈe]; n. 27 decembrie 1963, Buenos Aires, Argentina) este un regizor argentinian cu domiciliul în Paris. Acesta este fiul pictorului, scriitorului și intelectualului argentinian Luis Felipe Noé⁠(d).
La începutul anilor 1990, Noé, alături de soția sa Lucile Hadžihalilović⁠(d), au înființat companie de producție Les Cinémas de la Zone. A regizat șapte lungmetraje: Seul contre tous⁠(d) (1998), Ireversibil⁠(d) (2002), Enter the Void⁠(d) (2009), Love⁠(d) (2015), Climax⁠(d) (2018), Lux Æterna⁠(d) (2019) și Vortex⁠(d) (2021).

## Biografie
Noé s-a născut în Buenos Aires, Argentina. Tatăl său - Luis Felipe Noé - este de origine spaniolă, italiană și franco-bască, în timp ce mama sa, Nora Murphy, este de origine irlandeză și spaniolă. Are o soră pe nume Paula. A locuit în New York timp de un an în copilărie, iar familia sa a emigrat în Franța în 1976 pentru a scăpa de situația politică din Argentina⁠(d). Noé a absolvit Colegiul Louis Lumière⁠(d) din Franța.

## Cariera
Filmele sale sunt asociate unei mișcări cinematografice franceze denumite cinema du corps și, conform lui Tim Palmer⁠(d), subiectele abordate sunt prezentate într-un context aflat sub semnul nihilismului sau disperării. Noé sparge adesea cel de-al patrulea perete, adresându-se direct publicului prin folosirea tipografiei confruntative care urmărește „să deranjeze și să tulbure” privitorului, similar metodelor tipografice utilizate de Jean-Luc Godard.
Trei dintre filmele sale prezintă personajul unui măcelar fără nume interpretat de Philippe Nahon⁠(d): Carne⁠(d), I Stand Alone și Ireversibil. Coloanele sonore ale filmelor Ireversibil și Climax au fost compuse de Thomas Bangalter⁠(d).

### Influențe
Noé a declarat în ediția din septembrie 2012 a revistei Sight & Sound⁠(d) că vizionarea filmului 2001: O odisee spațială la vârsta de șapte ani i-a schimbat viața. Dacă ar fi fost lipsit de această experiență, acesta probabil nu ar fi devenit regizor. Noé menționează, de asemenea, că filmul austriac Angst⁠(d) (1983), regizat de Gerald Kargl⁠(d), a avut o influență majoră asupra sa.

## Viața personală
Este căsătorit cu regizoarea Lucile Hadžihalilović⁠(d). Deși locuiește și lucrează în Franța, nu deține cetățenia franceză.
Noé a suferit o hemoragie cerebrală aproape fatală la începutul anului 2020, întâmplare care a inspirat parțial intriga filmului său Vortex.

## Filmografie

### Lungmetraje
| An   | Titlu          | Regizor | Scenarist | Producător | Editor |
| ---- | -------------- | ------- | --------- | ---------- | ------ |
| 1998 | I Stand Alone  | Da      | Da        | Da         | Da     |
| 2002 | Irréversible   | Da      | Da        | Nu         | Da     |
| 2009 | Enter the Void | Da      | Da        | Nu         | Da     |
| 2015 | Love           | Da      | Da        | Da         | Da     |
| 2018 | Climax         | Da      | Da        | Nu         | Da     |
| 2019 | Lux Æterna     | Da      | Da        | Da         | Nu     |
| 2021 | Vortex         | Da      | Da        | Nu         | Nu     |

### Scurtmetraje
- Tintarella di luna (1985)
- Pulpe amère (1987)
- Carne (1991)
- Une expérience d'hypnose télévisuelle (1995)
- Sodomites⁠(d)(1998)
- We Fuck Alone (1998) parte din Destricted⁠(d)
- Intoxication (2002)
- Eva (2005)
- SIDA (2008) parte din 8
- Ritual (2012) parte din 7 Days in Havana⁠(d)
- Shoot (2014) parte din Short Plays

### Videoclipuri muzicale
- Animal Collective⁠(d) - "Applesauce"
- Arielle – "Je Suis si Mince"
- Bone Fiction – "Insanely Cheerful"
- Nick Cave and the Bad Seeds – "We No Who U R"
- Placebo – "Protège-Moi"
- SebastiAn⁠(d) – "Love in Motion"
- Thomas Bangalter – "Outrage" and "Stress" (ambele pentru Ireversibil)
- SebastiAn – "Thirst"